# Långtjärnen (Arvidsjaurs socken, Lappland, 726358-163845)
Långtjärnen är en sjö i Arvidsjaurs kommun i Lappland och ingår i Skellefteälvens huvudavrinningsområde. Sjöns area är 0,02 kvadratkilometer och den befinner sig 460 meter över havet.